# رجيس فيريسوبرتو ماسارم
رجيس فيريسوبرتو ماسارم (6 مارس 1973 في البرازيل – )؛ هو لاعب كرة قدم سابق كان يلعب كلاعب وسط.

## وصلات خارجية
- رجيس فيريسوبرتو ماسارم على موقع رابطة كرة القدم اليابانية للمحترفين (اليابانية)
- رجيس فيريسوبرتو ماسارم على موقع قاعدة بيانات كرة القدم.إي يو (الإنجليزية)
- رجيس فيريسوبرتو ماسارم على موقع عالم كرة القدم.نت (الإنجليزية)